# Cuzzupa

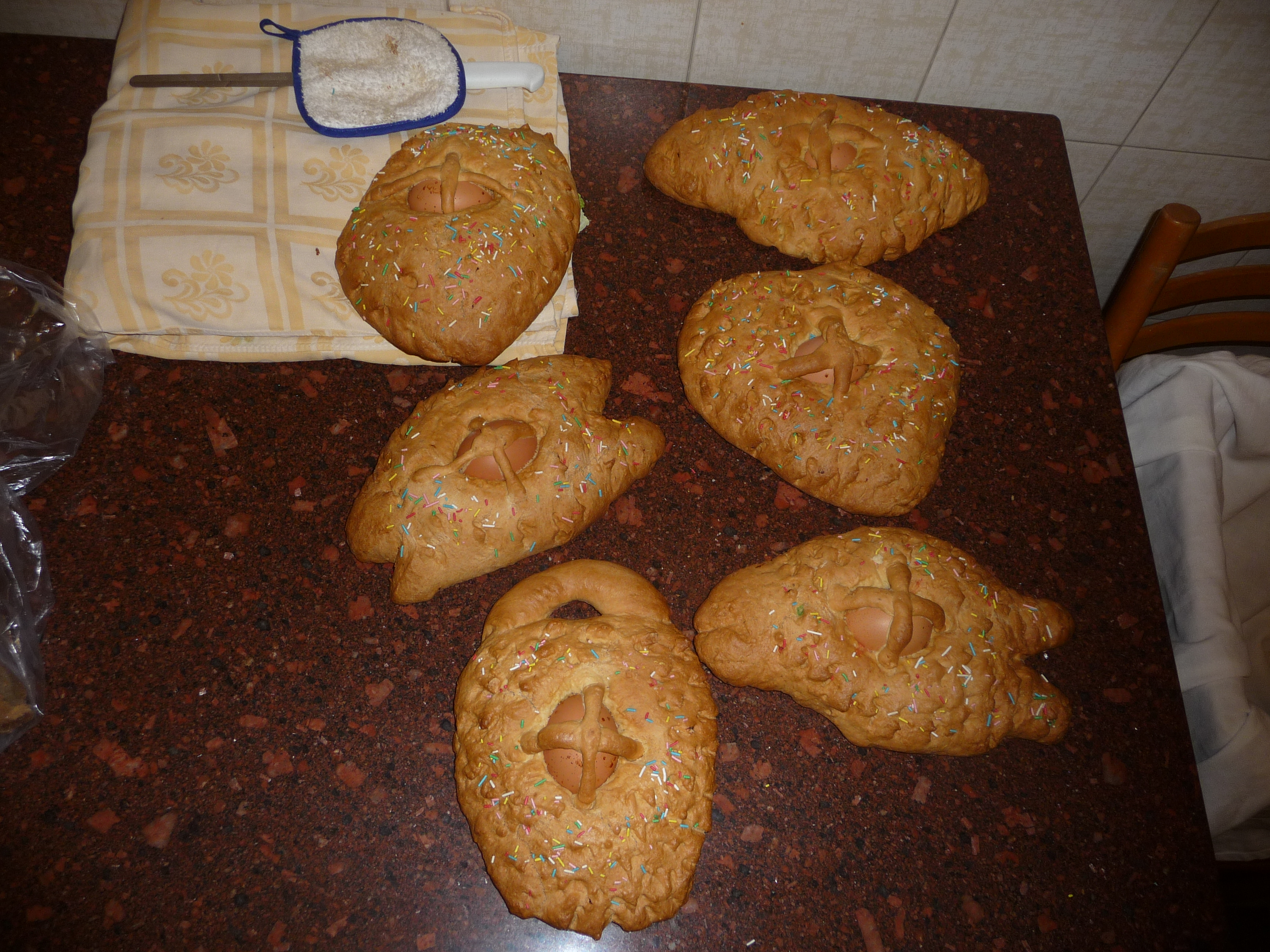
Cuzzupe.

La cuzzupa (guta en Locride) es un dulce típico de Semana Santa en Calabria, parecido al cuddhuraci, producido en la provincia de Reggio Calabria.
Puede tener muchas formas, a discreción de la persona que la prepara, por lo general relacionadas con la Pascua: gallo, pez, corazón u otro. En el centro de la cuzzupa se coloca un huevo que tradicionalmente se cree que trae buena suerte. La masa se hace con leche, harina, huevo, aceite o manteca, levadura y azúcar. Debe subir en un ambiente cálido y poco aireado para evitar que el proceso se detenga. Se suele preparar la masa en los primeros días de la Semana Santa, de manera que pueda degustarse el Viernes Santo o el Domingo de Pascua.